# جاك دوبلداي
جاك دوبلداي (بالإنجليزية: Jack Doubleday)‏ هو لاعب كرة قدم أسترالية وطبيب أسنان أسترالي، ولد في 28 مايو 1890 في Prahran ‏ في أستراليا، وتوفي في 30 أكتوبر 1918 في المحيط الهندي.

## وصلات خارجية
- جاك دوبلداي على موقع AustralianFootball.com (الإنجليزية)
- جاك دوبلداي على موقع AFLtables.com (الإنجليزية)